# Packard Cavalier
Der Packard Cavalier war ein Pkw, den die Packard Motor Car Company in Detroit in den Jahren 1953 und 1954 herstellte. Er wurde nur als Limousine hergestellt und war der Nachfolger des Packard 300 der Jahre 1951/52 im mittleren Modellsegment.
Der 1953er Cavalier war leicht von anderen Modellen durch seine speerförmigen Chromleisten an den hinteren Kotflügeln zu unterscheiden.
Packard brachte auch eine Cavalier-Teilserie heraus, in der drei verschiedene Packardmodelle unter verschiedenen Bezeichnungen angeboten wurden:
- Packard Caribbean als 2-türige Limousine, basierend auf dem Show-Car Pan American mit einer Karosserie von Mitchell-Bentley aus Utica (Michigan).
- Packard Mayfair, der auf dem 2-türigen Packard Clipper DeLuxe basierte, aber im Innenraum mehr Luxus in Polsterung und Chromverzierung bot.

Ein Cabriolet mit der Ausstattung des Cavalier wurde im Modelljahr 1953 angeboten und kostete weniger als der Caribbean.
1954 gab es den Cavalier wieder nur als 4-türige Limousine, aber die Teilserie wurde aufgegeben und der Caribbean wurde zum großen Packard, wobei es blieb, bis Studebaker-Packard die gesamte Produktion 1956 nach South Bend verlegte.
Im Modelljahr 1955 wurde der Cavalier nicht mehr verwendet und die entsprechenden Fahrzeuge in die Packard-Clipper-Custom-Serie mit aufgenommen.